# Stratocumulus floccus
Lo stratocumulus floccus (abbreviazione Sc flo) è una nube del genere stratocumulus appartenente alla specie "floccus".
Per l'Organizzazione meteorologica mondiale la specie "floccus" non era annoverabile tra quelle associabili al genere Stratocumulus – a causa della difficoltà di riconoscimento rispetto ai Cumuli – fino al 2017, quando la Commissione che si è occupata di aggiornare il catalogo dell'organizzazione ha deciso di includerla.

## Caratteristiche
Lo stratocumulus floccus è composto da cumuli o ciuffi di nubi la cui parte inferiore è generalmente sfilacciata e frastagliata. Spesso sono il risultato della dissipazione degli Stratocumulus castellanus. In ambienti molto freddi possono essere accompagnati da virghe.
La loro presenza è indice di instabilità a quote basse.